# Beam Therapeutics
Beam Therapeutics ist ein US-amerikanisches Biotechnologieunternehmen, welches Forschung im Bereich Gentherapien und Genome Editing betreibt. Das Unternehmen hat seinen Hauptsitz in Cambridge im Bundesstaat Massachusetts. Bei der Entwicklung von Therapien setzt das Unternehmen auf das Base Editing, wobei DNA-Sequenzen noch genauer verändert werden können im Vergleich zu bisherigen Methoden.

## Geschichte
Das Unternehmen wurde 2017 gegründet und geht auf das Broad Institute des Massachusetts Institute of Technology und der Harvard University zurück. Zu den Mitbegründern zählt der Chemiker und Biologe David R. Liu und Feng Zhang. Vor seinem Börsengang konnte das Unternehmen knapp eine Milliarde US-Dollar in Wagniskapital bei Investoren einsammeln. Bei einem Börsengang im Februar 2020 konnte das Unternehmen weitere 180 Millionen US-Dollar einnehmen. Die ersten klinischen Studien für Therapien werden für das Jahr 2021 erwartet.